# Chinoperla nigroflavata
Chinoperla nigroflavata är en bäcksländeart som först beskrevs av Wu, C.F. 1948.  Chinoperla nigroflavata ingår i släktet Chinoperla och familjen jättebäcksländor. Inga underarter finns listade i Catalogue of Life.